# Benjamin van den Broek
Benjamin van den Broek (Geleen, 21 september 1987) is een voormalig Nederlands-Nieuw-Zeelands voetballer die als middenvelder speelde.
Van den Broek speelde bij de Eindhovense amateurclubs Unitas '59 en ESV voordat hij tussen 1998 en 2003 in de jeugdopleiding van FC Eindhoven speelde. Hij speelde vervolgens een half jaar in het eerste elftal van ESV, alvorens hij in de jeugdopleiding van NAC terechtkwam. De speler behoorde in het seizoen 2006/2007 tot de hoofdselectie van NAC. In de playoffs van dat seizoen speelde hij als invaller in beide wedstrijden tegen Vitesse. In 2008 ging hij naar Haarlem waar hij speelde tot de club in januari 2010 failliet ging. Hierna ging hij bij Shrewsbury Town spelen dat uitkomt in de Engelse Football League Two. In de zomer van 2011 ging hij naar FC Den Bosch. Aldaar speelde hij meer dan 100 wedstrijden voor de club. In februari 2015 vertrekt hij naar Universitatea Cluj. 
Vervolgens gaat Van den Broek terug naar zijn Engeland en speelt voor het kleine Barrow AFC. Na een half jaar en 4 optredens keert hij terug naar Nederland en tekent een contract voor 2,5 seizoen bij Telstar dat in de Eerste Divisie uitkomt. Eind 2017 werd zijn contract ontbonden en ging hij vervolgens voor Koninklijke HFC spelen.
Van den Broek bezit naast de Nederlandse nationaliteit ook de Nieuw-Zeelandse nationaliteit, doordat zijn moeder Nieuw-Zeelandse is. Hierdoor is hij beschikbaar voor het nationale elftal van Nieuw-Zeeland. In 2015 werd Van den Broek opgeroepen voor de vriendschappelijke oefenwedstrijd tegen Zuid-Korea, waar hij in de 82e minuut het veld in kwam. Van den Broek kon een late goal van de Zuid-Koreanen echter niet voorkomen en verloor zijn debuutwedstrijd met 1-0.

## Clubstatistieken
| Seizoen | Club               | Duels | Goals | Competitie          |
| ------- | ------------------ | ----- | ----- | ------------------- |
| 2006/07 | NAC Breda          | 0     | 0     | Eredivisie          |
| 2007/08 | NAC Breda          | 0     | 0     | Eredivisie          |
| 2008/09 | Haarlem            | 35    | 9     | Eerste divisie      |
| 2009/10 | Haarlem            | 22    | 1     | Eerste divisie      |
| 2009/10 | Shrewsbury Town    | 11    | 1     | Football League Two |
| 2010/11 | Shrewsbury Town    | 11    | 0     | Football League Two |
| 2011/12 | FC Den Bosch       | 30    | 5     | Eerste divisie      |
| 2012/13 | FC Den Bosch       | 32    | 3     | Eerste divisie      |
| 2013/14 | FC Den Bosch       | 35    | 6     | Eerste divisie      |
| 2014/15 | FC Den Bosch       | 20    | 2     | Eerste divisie      |
| 2014/15 | Universitatea Cluj | 5     | 0     | Liga 1              |
| 2015/15 | Barrow AFC         | 4     | 0     | Conference Premier  |
| 2015/16 | Telstar            | 16    | 2     | Eerste divisie      |
| 2016/17 | Telstar            | 33    | 2     | Eerste divisie      |
| Totaal  | Totaal             | 254   | 31    |                     |